# 朝鮮民主主義人民共和國應援團
朝鮮民主主義人民共和國應援團（：／）是由朝鲜民主主义人民共和国官方所組織的打氣隊伍，其成員都為在平壤有舞蹈功底的女大學生。每當朝鲜参加大型運動比賽，如奧運會和世界杯時，朝鲜政府就會派出该團為本國的運動員打氣。该團首見於2002年釜山亞運會，其後又在2003年世界大學生運動會、2010年世界杯、2013年東亞運動會以及2014年仁川亞運會出現過。
该團成員經過嚴格審核，同時，她們不能染髮，也不許穿迷你裙和牛仔褲等具資本主義意識的打扮。同時，在职期间結婚也不容許。此外，她們在國外時不可與當地人隨意接觸，當局也會安排她們到特定的地方居住，在釜山亞運會時，她們就居在萬景峰號(回國後也要用一個月忘記期間的經歷，之後也不可向人提及)。
有報導指朝鲜第三代最高領導人金正恩的妻子李雪主曾是該團成員。

## 資料來源
1. 1 2  江迅 《朝鮮是個謎》 31
2. ↑  .   [2013-10-12]. （原始内容存档于2013-10-14）.
3. ↑  "北韓拉拉隊將亮相仁川亞運會" 的存檔，存档日期2014-08-12. 《朝鮮日報》中文版 2014 7 7
4. ↑  .   [2013-10-12]. （原始内容存档于2015-09-23）.